# التذكرة (الأحمدية)

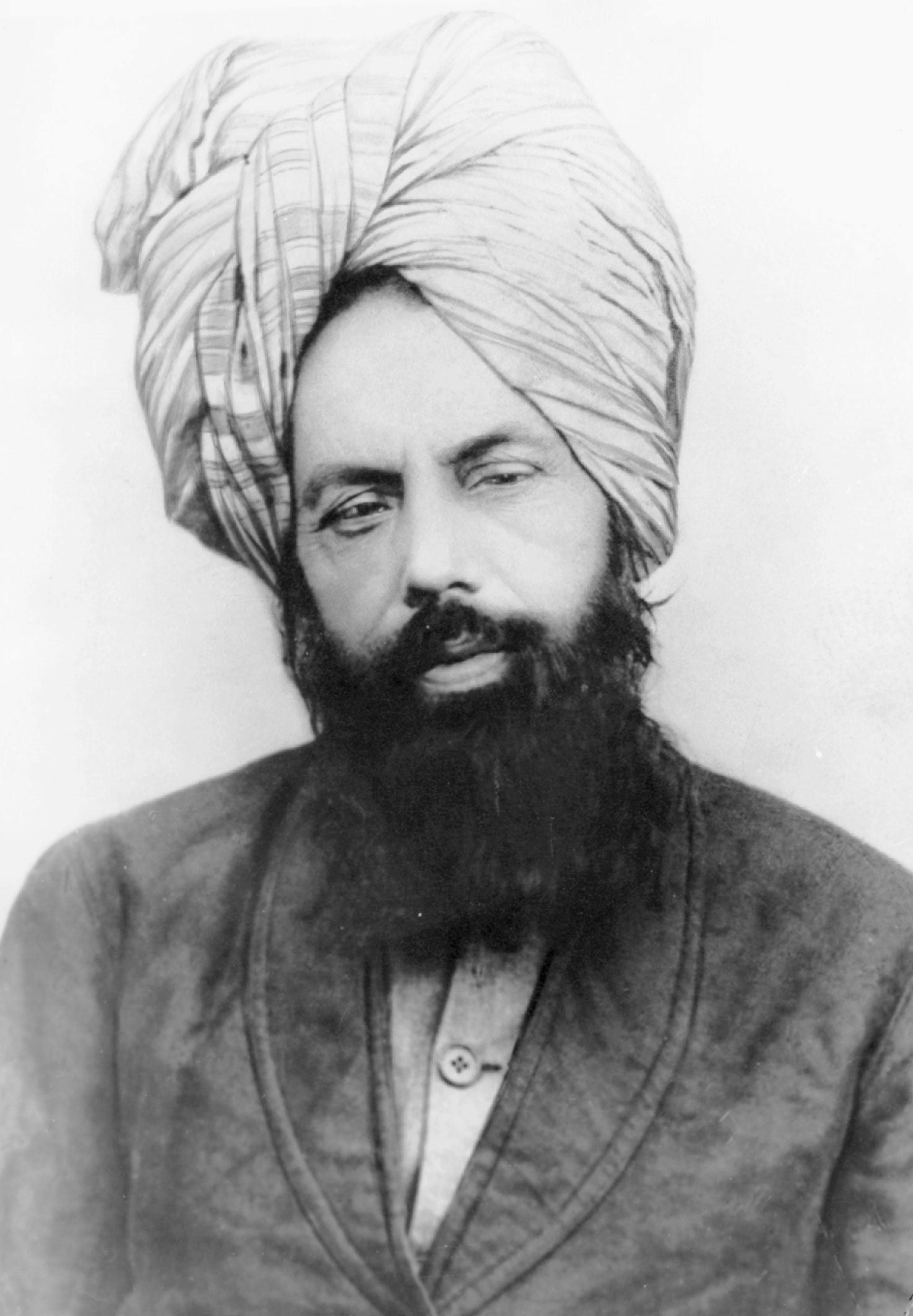
ميرزا غلام أحمد (13 فبراير 1835 – 26 مايو 1908)، شخصية دينية إسلامية من الهند، ومؤسس الحركة الأحمدية.

التذكرة هي عبارة عن مجموعة من آيات وأحلام ورؤى ميرزا غلام أحمد, مؤسس الجماعة الإسلامية الأحمدية. ترجم السير شودري محمد ظفر الله خان النصوص الأردية والعربية والفارسية للإنجليزية في عام 1976. نشرَت شركة إسلام إنترناشيونال للنشر المحدودة هذه الطبعة المُنقحة في عام 2019 تحت رعاية ميرزا مسرور أحمد، إمام ورئيس الجماعة الإسلامية الأحمدية العالمية، الخليفة الخامس لميرزا غلام أحمد.

## الوحي والنبوة
يقول الكتاب إن الله هو صاحب علم الغيب، وهذا هو أساس ادعاء ميرزا غلام أحمد أن الوحي الإلهي يحتوي على أخبار غيبية بعيدة عن متناول البشر. وقد تم تقديم أحلام ورؤى ميرزا غلام أحمد، إلى جانب تجاربه اللفظية الوحيية، كدليل على ادعائه أنه المهدي. وكتاب التذكرة مملوء بمثل هذه النبوءات.